# 数学笑话
数学笑话是一种关于数学和数学家的幽默，有时来自于一些数学术语的双关含义，有时来自于对数学的一些误解。

## 觀念

### 進位制相關
- 這個世界上有10種人，懂二進位的人與不懂二進位的人。（二進位的"10"等於十進位的2）

### 數學概念相關
- 老板给了工程师、物理学家和数学家每个人一桶油漆，让他们分别把墙涂满。过了一会，老板走进工程师的房子裡，发现只有一面墙被涂了漆。工程师说：「我涂完才发现油漆不够用！」老板又走进物理学家的房子看，发现什么都没涂，物理学家说：「我计算了一下，发现油漆不够用就没涂了。」最后老板走进数学家的房间一看，发现墙全被涂满了油漆，而且桶裡的油漆竟然一点没少！老板很惊讶，问数学家怎么回事。数学家答道：「很简单，我只涂了所有的有理点！」後來數學家還把一桶油漆分成了兩桶，送了一桶給物理學家，從此成了油漆大亨。

### 數學家的刻板印象相關
- 数学家、生物学家和物理学家坐在咖啡厅里，看着人们进出对面的房子。首先，他们看见两个人进去；过了一段时间，却看到三个人出来。物理学家说：「我们测量得不准确。」生物学家说：「他们一定是繁殖了。」数学家说：「如果再有一个人进去，房子就空了。」

- 天文学家、物理学家和数学家坐在苏格兰的火车上。天文学家往窗外看了看，见到一只黑色的绵羊，说：「奇怪。苏格兰的绵羊是黑的！」物理学家说：「不，不。只有一些苏格兰的绵羊是黑的。」数学家说：「你们都错了。在苏格兰，在这一时刻，至少有一只绵羊，且這只绵羊至少从我们这个位置看过去是黑的。」

- 社会学家、物理学家和数学家每人给一条绳，要求围出最大的面积。社会学家想了一会，围出了一个正方形。物理学家想到圆的面积比同周长的正方形更大，于是就围了一个圆，并且对数学家说：「你能围出比这更大的嗎？！」数学家把繩子將自己围了起来，说：「我现在所站的位置定义为我圍的面积的外面！」

## 計算

### 數學推論
多數笑話是基於數學證明，例如這個證明女人是邪惡的：
| 美麗的女人是時間乘以金錢： | {\displaystyle {\text{women}}={\text{time}}\times {\text{money}}}                                    |
| 時間就是金錢：             | {\displaystyle {\text{time}}={\text{money}}\ }                                                       |
| 所以女人是金錢之二指數：   | {\displaystyle {\text{women}}={\text{money}}\ ^{2}}                                                  |
| 金錢是万惡之根（根源）：   | {\displaystyle {\text{money}}={\sqrt {\text{all kinds of evil}}}}                                    |
| 所以女人是邪惡的：         | {\displaystyle {\text{women}}=({\sqrt {\text{all kinds of evil}}}\,)^{2}={\text{all kinds of evil}}} |
有些笑話是來自對算式的曲解，例如
{\displaystyle {\Big (}\lim _{x\to 8}{\frac {1}{|x-8|}}=\infty {\Big )}\implies {\Big (}\lim _{x\to 3}{\frac {1}{|x-3|}}=\omega {\Big )}}
以及以下的偶然對消
{\displaystyle {\frac {64}{16}}={\frac {\not 64}{1\not 6}}={\frac {4}{1}}=4}
{\displaystyle {\frac {\mathrm {d} }{\mathrm {d} x}}{\frac {1}{x}}={\frac {\not \mathrm {d} }{\not \mathrm {d} x}}{\frac {1}{x}}={\frac {}{x}}{\frac {1}{x}}=-{\frac {1}{x^{2}}}}
{\displaystyle {\frac {\sin x}{n}}={\frac {{\text{si}}\not {\text{n}}\ x}{\not n}}={\text{six}}=6}
{\displaystyle {\frac {f(g(x))}{g(x)}}={\frac {f({\cancel {g(x)}})}{\cancel {g(x)}}}=f}

## 拓扑

拓撲學家是不知道甜甜圈（環面）和咖啡杯的分別的人。

有一個笑話是說，拓撲學家不能區分咖啡杯和甜甜圈，這是因為一個足夠柔軟的甜甜圈可以捏成咖啡杯的形狀，二者是在拓扑上是同胚的，可以一連串的連續變換將甜甜圈變換為咖啡杯的形狀。

## 谐音哏
基于谐音或双关的笑话可能会根据具体语言不同而有很大差别。例如，中文数学笑话：
一天，正弦函数{\displaystyle {\text{sin}}(x)}出门去听相声。晚上它的家人听到有人敲门，打开门之后发现门外站着一个很长很长的多项式。
家人问：“请问你是谁？”
多项式回答：“我是{\displaystyle {\text{sin}}(x)}啊！”
“你怎么变成这样了？”家人十分不解。
“因为太乐（泰勒）了！”（正弦函数的泰勒级数是一个多项式）

英语数学笑话例子：
When Noah sends his animals to go forth and multiply, a pair of snakes replies "We can't multiply, we're adders" – so Noah builds them a log table.
這個笑話有四個雙關語：adder可以指极北蝰和做加法的人；multiply可以指繁殖和乘法； log可以指樹幹和對數； table可以指桌子和表格。

## 相關連結
- 笑話
- 球體奶牛
- 科學笑話